# Predavac
Predavac (kajk. Predavec) je naselje u Republici Hrvatskoj, u sastavu općine Rovišće, Bjelovarsko-bilogorska županija.

## Stanovništvo
Prema popisu stanovništva iz 2001. godine, naselje je imalo 1.296 stanovnika te 340 obiteljskih kućanstava.
| broj stanovnika | 627   | 712   | 689   | 813   | 825   | 820   | 834   | 940   | 973   | 983   | 1067  | 1099  | 1130  | 1216  | 1296  | 1254  | 1144  |
|                 | 1857. | 1869. | 1880. | 1890. | 1900. | 1910. | 1921. | 1931. | 1948. | 1953. | 1961. | 1971. | 1981. | 1991. | 2001. | 2011. | 2021. |

## Spomenici i znamenitosti
- Kapela sv. Vida

## Poznate osobe
- Franjo Filipović - hrvatski pedagog

## Vanjske poveznice
|  | Zajednički poslužitelj ima još gradiva o temi Predavac |